# Curling vid olympiska vinterspelen 1932
Curling var en demonstrationssport vid olympiska vinterspelen 1932. Tävlingen hölls i Olympic Indoor Arena i Lake Placid, New York. Åtta lag från två länder, 4 amerikanska lag och 4 kanadensiska lag, deltog i tävlingen.

## Herrar
Lagets skipper är markerad med fetstil.
| Pl. | Lag                                                                                     |
| --- | --------------------------------------------------------------------------------------- |
| 1   | Kanada Manitoba (Errick F. Willis, Robert B. Pow, James L. Bowman, William H. Burns)    |
| 2   | Kanada Ontario (Russell G. Hall, Archibald Lockhart, Frank P. McDonald, Harvey J. Sims) |
| 3   | Kanada Quebec (Albert Maclaren, John Leonard, T. Howard Stewart, William Brown)         |
| 4   | USA Connecticut (S. S. Curran, Robert Pryde, H. E. Burt, A. R. Hatfield)                |
| 5   | Kanada Northern Ontario (Peter Lyall, John Walker, W. W. Thompson, E.F. George)         |
| 6   | USA Massachusetts (Charles Curtis, George Willett, F. R. Parks, A. S. Porter)           |
| 7   | USA New York (G. B. Ogden, F. D. Peale, C. B. Williams, J. W. Calder)                   |
| 8   | USA Michigan (Don Fraser, E. R. Palmer, W. H. Mormley, George Lawton)                   |